# Moerdijk
Moerdijk (anhörenⓘ) ist eine Gemeinde in den Niederlanden, Noord-Brabant. Ihre Gesamtfläche ist etwa 184 km². Sie hat 38.274 Einwohner (Stand 1. Januar 2025).

## Geografie

### Orte
Zur Gemeinde gehören die Städtchen Willemstad und Klundert, die Dörfer Fijnaart, Heijningen, Moerdijk, Standdaarbuiten, Zevenbergen und Zevenbergschen Hoek und noch einige kleine Ortschaften. In Zevenbergen befindet sich das Rathaus der Gemeinde.

### Lage und Wirtschaft
Die Gemeinde liegt am Südufer des Hollands Diep im Norden der Provinz Noord-Brabant und hat eine Brückenverbindung mit Zuid-Holland.
Zevenbergen hat einen Bahnhof an der Bahnstrecke Antwerpen–Lage Zwaluwe. Auch die Autobahn zwischen diesen beiden Städten durchquert die Gemeinde.
Fijnaart bildet den Norden eines großen Gebietes, wo viele Zuckerrüben angebaut werden und fast die ganze Zuckerherstellung der Niederlande konzentriert ist.
Das Dorf Moerdijk, entstanden bei einem im Moor gelegenen Deich, ist vor allem bekannt durch die 1872 erbaute Eisenbahnbrücke, damals eine der längsten Europas, und die 1936 erbaute Autobrücke, inzwischen zu einer Autobahnbrücke ausgebaut, über das Hollands Diep. Die Brücken verbinden Noord-Brabant und Zuid-Holland und waren deshalb am 10. Mai 1940, dem ersten Tag des Westfeldzuges, im Zweiten Weltkrieg heftig umkämpft.

#### Hafen
Westlich des Dorfes Moerdijk liegt ein riesiges Seehafen- und Industriegelände, wo unter anderem ein Chemiewerk des Shell-Konzerns und ein großes Elektrizitätswerk stehen. 
RWE errichtete im Auftrag von Essent das Gas- und Dampfturbinenkraftwerk Moerdijk 2 mit 426 MW Leistung. Die 330-MW-Kraft-Wärme-Anlage Moerdijk 1 wurde Anfang 2018 stillgelegt.
In Moerdijk befindet sich einer von über 20 Standorten der 'Ardagh Glass Group' zur Herstellung von Behälterglas in Europa.
Der Hafen von Moerdijk ist für Seeschiffe mit einem Tiefgang von bis zu 9 Metern in etwa dreieinhalb Stunden von der Nordsee aus erreichbar. Sie fahren von der Nordsee über den Nieuwe Waterweg, Oude Maas und Dordtsche Kil zum Hollandsch Diep. Diese Wasserstraße über Rotterdam ist frei von Schleusen. Die maximal zulässigen Abmessungen der im Hafen zugelassenen Schiffe sind 201 Meter Länge und 32 Meter Breite.

## Geschichte
Das Gebiet gehörte im Mittelalter zur mit Holland politisch verbundenen Grafschaft Strijen. Im Jahr 1421 wurde es von der St. Elisabethsflut heimgesucht, wobei viele Menschen ums Leben kamen. Dadurch entstand das Hollands Diep und die Gemeinde wurde von Holland getrennt. 1572 gab es knapp 100 Täufer, die sich im Haus von Jan Pieters in Klundert trafen; bei einer Razzia durch den Schultheiss und seine Leute wurden einige Frauen und sechs Männer gefangen genommen, gefoltert und verbrannt. Im Jahr 1583 ließ Wilhelm von Oranien die Orte Klundert und das nach ihm benannte Willemstad zu kleinen Festungsstädten ausbauen. Moritz von Nassau ließ sie 1602 noch verbessern, und in beiden Orten entstand ein schönes Rathaus. Willemstad blieb über zwei Jahrhunderte eine Garnisonsstadt.
Im Jahre 1845 wurde die erste Eisenbahn von Belgien kommend erbaut. Wegen der noch fehlenden Brücke verkehrte sie über eine Fähre. Der Hafen entstand 1858, die Eisenbahnbrücke 1872. Inzwischen war die Zuckerherstellung bedeutender als die Produktion von Leinen aus Flachs geworden, was für die wirtschaftlichen Entwicklung des Gebietes von Vorteil war. Im Jahr 1953 wurden Fijnaart und Heijningen von der Flutkatastrophe schwer getroffen.
Am 1. Januar 1997 entstand die Gemeinde in ihrer heutigen Form, allerdings hieß sie bis zum 31. März 1998 noch Zevenbergen.
Am 5. Januar 2011 kam es in den Shell-Chemiewerken zu einem Großbrand. Die Löscharbeiten dauerten bis zum kommenden Tag an. In dieser Zeit herrschte in Moerdijk und im benachbarten Dordrecht die höchste Alarmstufe. Dort erfolgte am 3. Juni 2014 auch eine Explosion mit anschließendem Brand bei dem geringe Mengen Ethylbenzol freigesetzt wurden.

## Sehenswürdigkeiten
Willemstad hat einen kleinen historischen Stadtkern, mit vielen gut restaurierten Bauten aus dem 17. und 18. Jahrhundert. Es ist eine typisch holländische kleine Festungsstadt. Die Stadtbefestigung von 1602 hat sieben Bastionen, für jede Provinz der damaligen Republik der Niederlande eine. Sie wurde in den 1980er Jahren restauriert. Willemstad hat auch zwei Jachthäfen und einige gute Restaurants. In der Nähe wurde das Mannetje van Willemstad gefunden.
Klundert besitzt ein Rathaus. In einem Museum werden die Herstellung von Zucker aus Zuckerrüben und die Bearbeitungen von Flachs zu Leinen erläutert. Auch Klundert hat einen kleinen Jachthafen.

## Politik
Die Lokalpartei Onafhankelijk Moerdijk konnte die Kommunalwahl im Jahr 2022 für sich entscheiden und konnte gegenüber dem Wahlsieg aus dem Jahr 2018 rund sechs Prozent dazugewinnen. In der Legislaturperiode 2018–2022 bildete sie eine Koalition mit den Parteien CDA und VVD.

### Gemeinderat
Der Gemeinderat wird seit der Gründung von Moerdijk folgendermaßen gebildet:
| Partei                                    | Sitze | Sitze | Sitze | Sitze | Sitze | Sitze | Sitze | Sitze |
| Partei                                    | 1996  | 1999  | 2002  | 2006  | 2010  | 2014  | 2018  | 2022  |
| ----------------------------------------- | ----- | ----- | ----- | ----- | ----- | ----- | ----- | ----- |
| Onafhankelijk Moerdijk a                  | –     | –     | 10    | 8     | 9     | 9     | 6     | 8     |
| VVD                                       | 4     | 5     | 3     | 3     | 4     | 4     | 5     | 4     |
| Moerdijk Lokaal                           | –     | –     | –     | –     | –     | –     | 4     | 3     |
| Burger Belangen Moerdijk b                | –     | –     | –     | –     | –     | 2     | 1     | 3     |
| CDA                                       | 6     | 6     | 6     | 5     | 5     | 4     | 4     | 3     |
| PvdA                                      | 4     | 3     | 3     | 4     | 3     | 2     | 2     | 2     |
| ChristenUnie                              | –     | –     | 1     | 1     | 1     | 1     | 1     | 1     |
| D66                                       | 0     | –     | –     | –     | –     | –     | 1     | 1     |
| SP                                        | –     | –     | –     | 2     | 1     | 2     | 1     | –     |
| GroenLinks                                | 1     | 3     | 2     | 2     | 2     | 1     | –     | –     |
| Hoekse Lijst a                            | 3     | 3     | –     | –     | –     | –     | –     | –     |
| Lijst Noordhoek a                         | 3     | 2     | –     | –     | –     | –     | –     | –     |
| Vrije Lijst a                             | 3     | 2     | –     | –     | –     | –     | –     | –     |
| Gemeentebelangen Fijnaart en Heijningen a | 3     | 2     | –     | –     | –     | –     | –     | –     |
| Gemeentebelangen a                        | 2     | 2     | –     | –     | –     | –     | –     | –     |
| RPF                                       | 1     | 1     | –     | –     | –     | –     | –     | –     |
| GPV                                       | 1     | 1     | –     | –     | –     | –     | –     | –     |
| Algemeen Belang a                         | 1     | –     | –     | –     | –     | –     | –     | –     |
| Gesamt                                    | 25    | 25    | 25    | 25    | 25    | 25    | 25    | 25    |

Anmerkungen

### College van B&W
Die Koalitionsparteien CDA und VVD werden durch jeweils einen Beigeordneten im College van burgemeester en wethouders vertreten, während die Lokalpartei Onafhankelijk Moerdijk hingegen zwei Beigeordnete bereitstellt. Folgende Personen gehören zum Kollegium und haben folgende Ressorts inne:
| Funktion           | Name               | Partei                 | Ressort | Anmerkung                                  |
| ------------------ | ------------------ | ---------------------- | --- | ------------------------------------------ |
| Bürgermeister      | Aart-Jan Moerkerke | VVD                    | integrale Sicherheit, Überwachung und Vollstreckung, juristische Angelegenheiten, Personal und Organisation, (regionale) Zusammenarbeit, Integritätspolitik         | seit dem 7. Juni 2021 im Amt               |
| Beigeordnete       | Thomas Zwiers      | VVD                    | Wirtschaftswesen, Arbeit und Einkommen, Bildung (Anschluss von Bildung an Arbeitsmarkt), Mobilität                                                                  | erster Stellvertreter des Bürgermeisters   |
| Beigeordnete       | Eef Schoneveld     | Onafhankelijk Moerdijk | Pflege, Bildung, Wohl, Jugend | zweiter Stellvertreter des Bürgermeisters  |
| Beigeordnete       | Désirée Brummans   | CDA                    | Raumplanung, Wohnen, öffentlicher Raum, Nachhaltigkeit | dritte Stellvertreterin des Bürgermeisters |
| Beigeordnete       | Jack van Dorst     | Onafhankelijk Moerdijk | Güter, Kommunikation, (Einwohner)Partizipation, Dienstleistung und Informatisierung, Ausstattung und Verwaltung öffentlichen Raumes, Abfall- und Rohstoffeinsammeln | vierter Stellvertreter des Bürgermeisters  |
| Gemeindesekretärin | Monique van Bavel  | –                      | – | seit März 2017 im Amt                      |

## Töchter und Söhne der Stadt
- Nico van Gageldonk (1913–1995), Radrennfahrer, geboren in Klundert
- Wim van Est (1923–2003), Radrennfahrer, geboren in Fijnaart

## Galerie

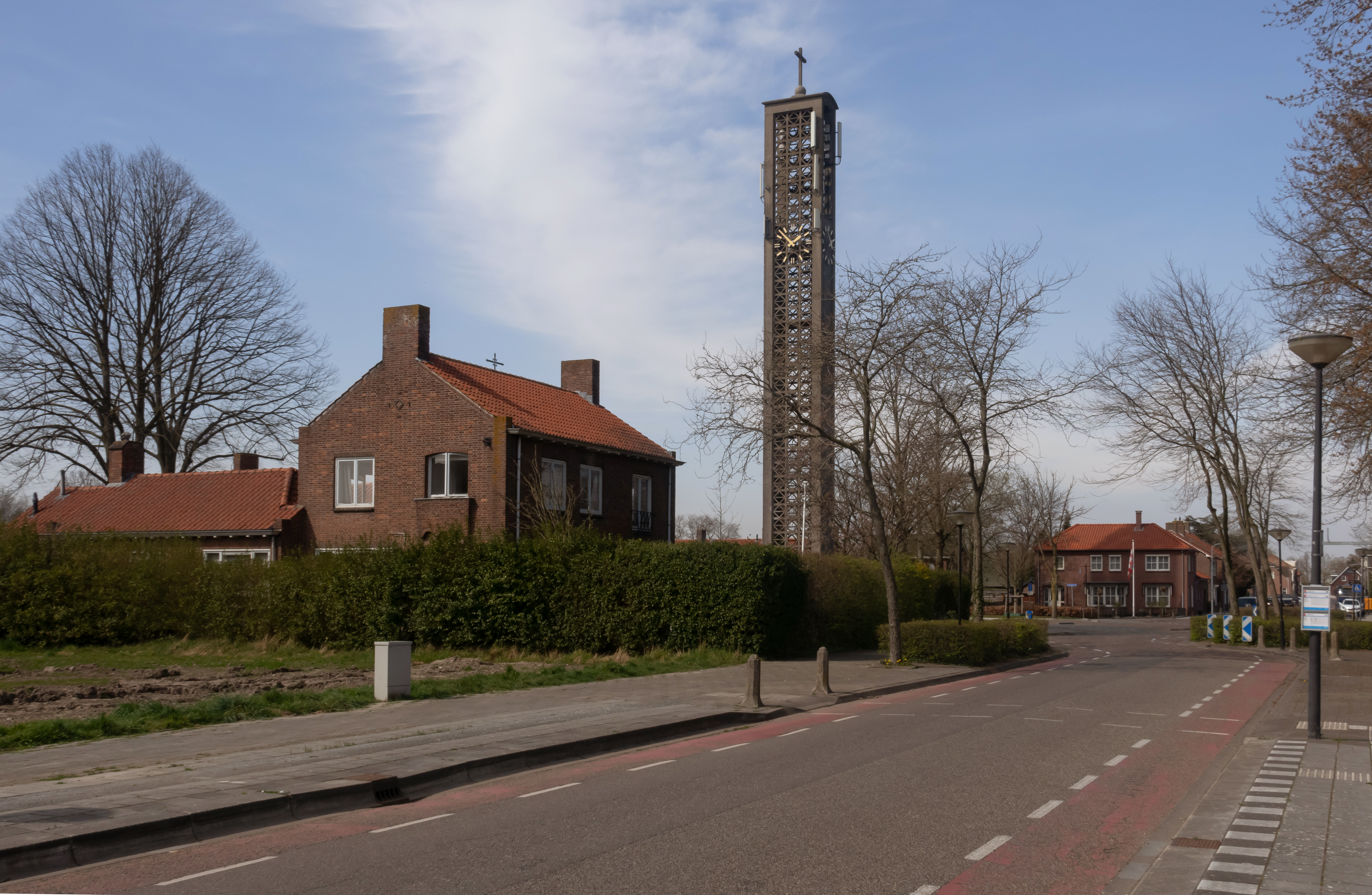
Moerdijk
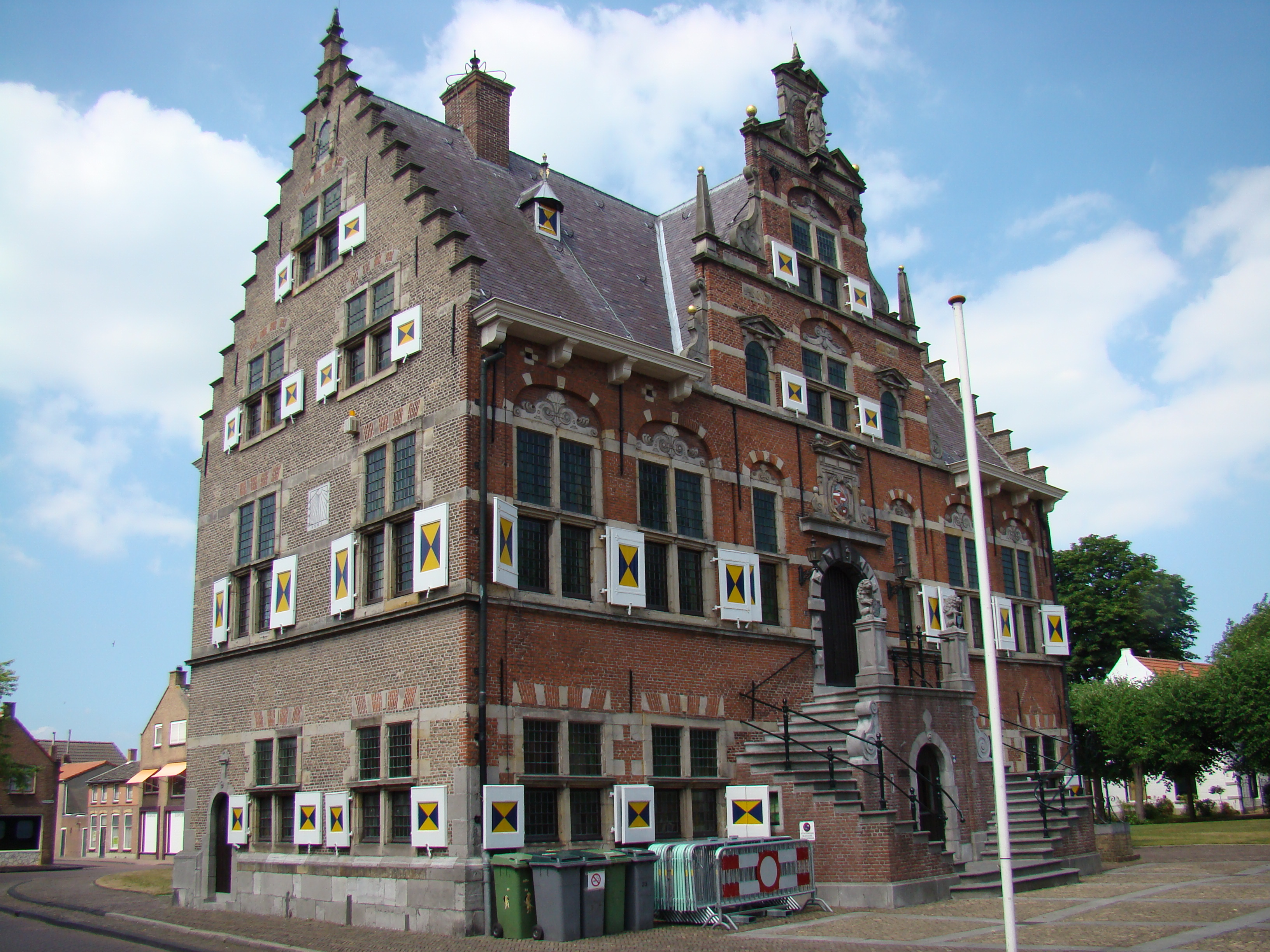
Klundert
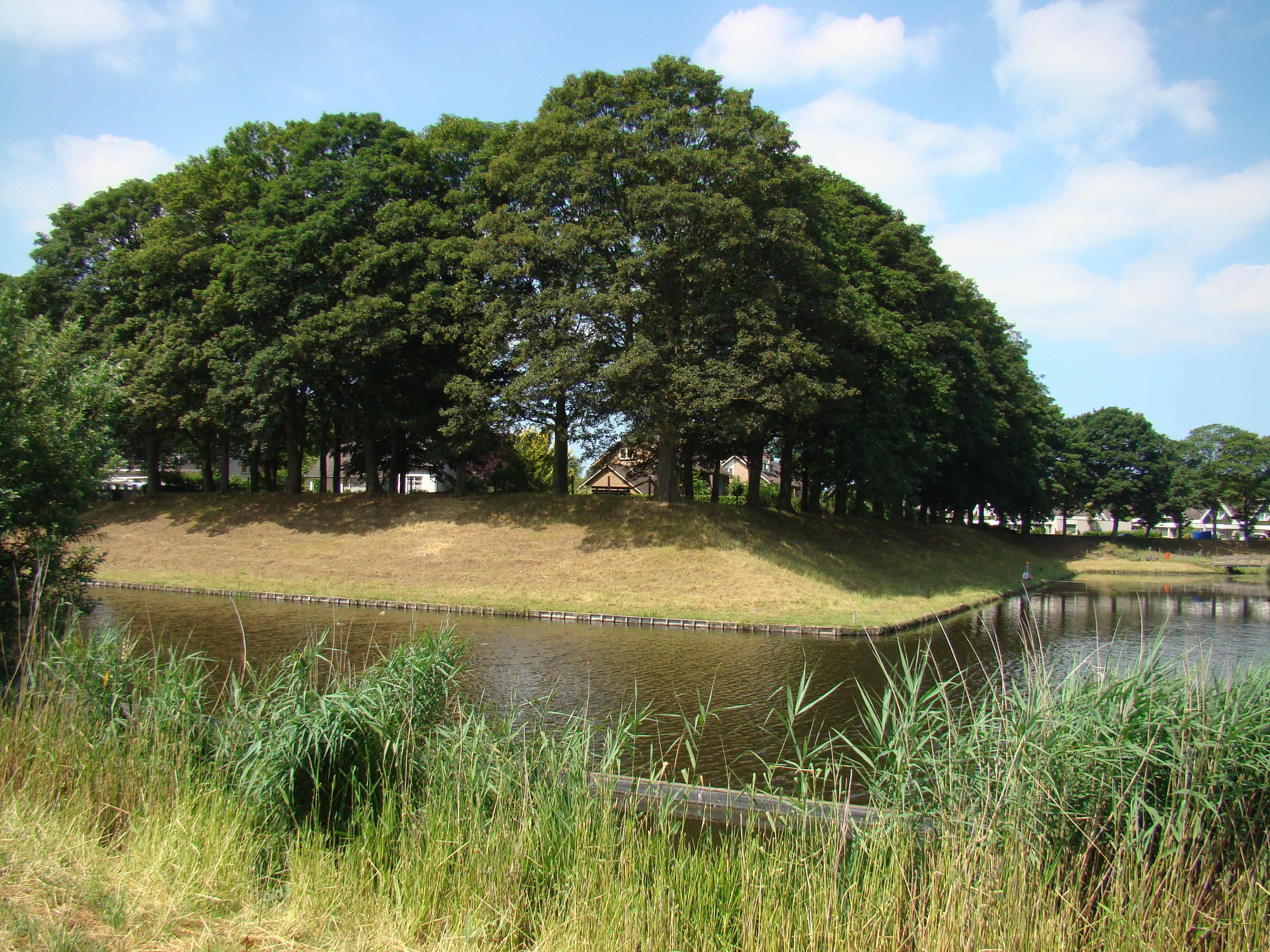
Klundert
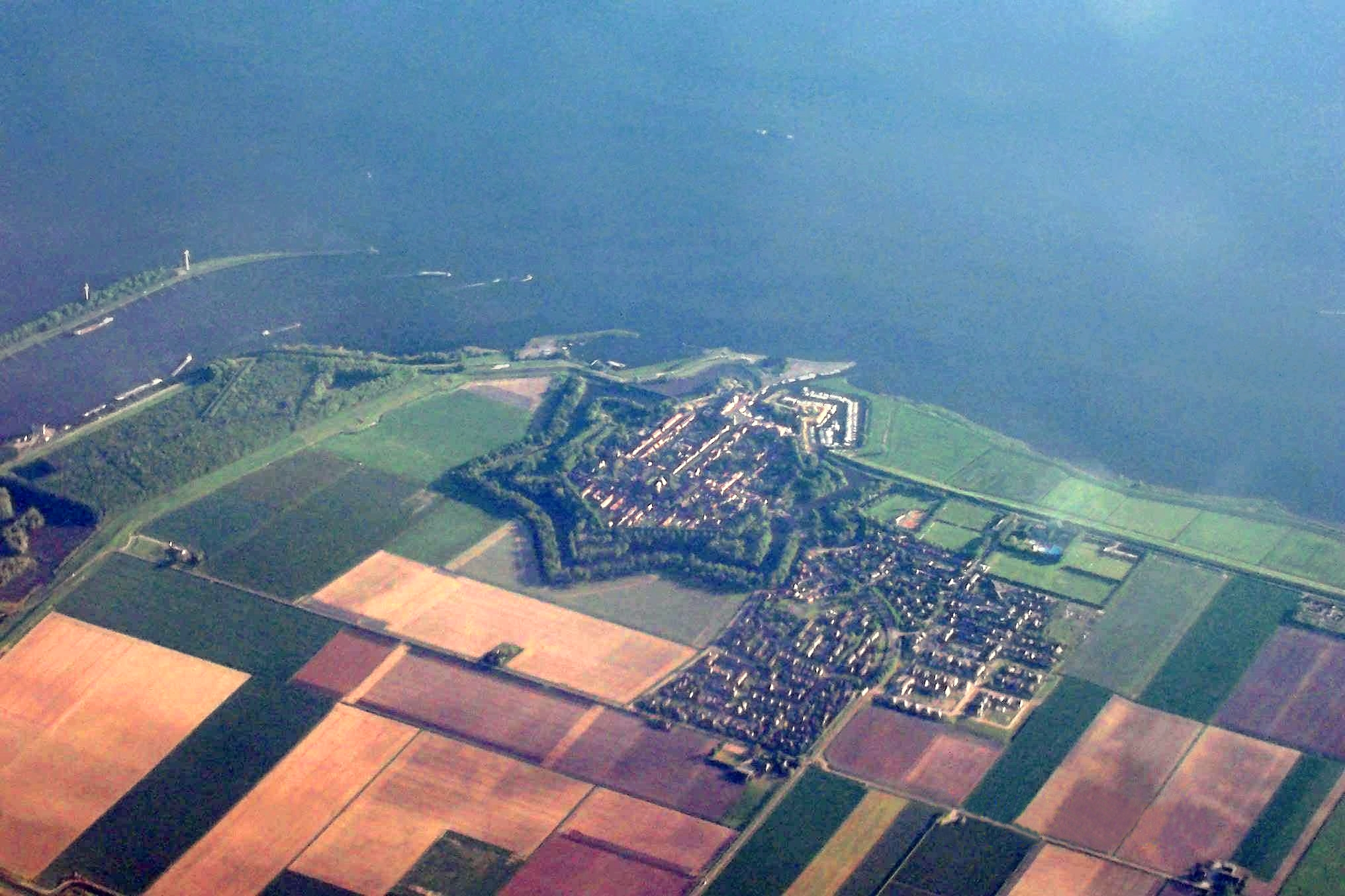
Willemstad
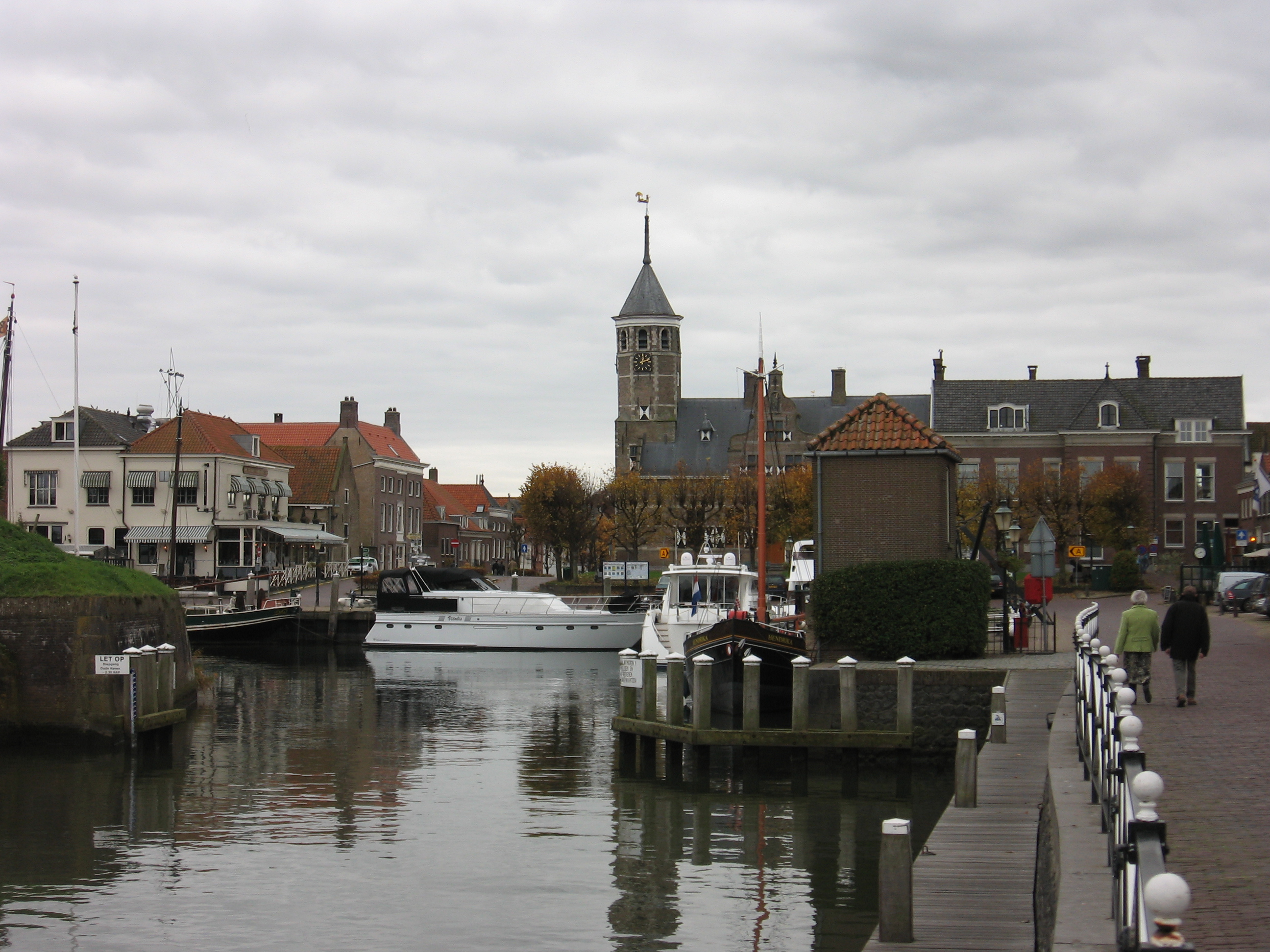
Willemstad